# Showing Out (Get Fresh at the Weekend)
A Showing Out (Get Fresh at the Weekend) című dal a brit Mel & Kim pop-duó debütáló kislemeze, mely 1986. szeptember 4-én jelent meg.
A kiadó eredetileg a "System" című dalt szánta debütáló kislemeznek, mely végül a "Showing Out (Get Fresh at the Weekend)" című kislemez B. oldalán kapott helyett. Pete Waterman úgy érezte, hogy a "System" című dal nem illik igazán a duó személyiségéhez, hogy ez legyen az első kislemezük, így ez önálló kislemezként nem jelent meg. A "Showing Out" US Garage house stílusban íródott.
A dal 3. helyezett volt 1986 novemberében az Egyesült Királyságban, és az eladott 250.000 példányszámú eladás végett a BPI ezüsttel díjazta. A dal Németországban, Hollandiában, Svájcban, és Belgiumban is 1. helyezést ért el a kislemezlistán.

## UK kiadások
7" (SUPE 107)
1. "Showing Out"
2. "System" (House mix [edit]) 3:47

12" (SUPE T 107 / RCA PT 40990)
1. "Showing Out" (Extended mix)
2. "System" (House mix) 9:00

12" remix (SUPE TX 107)
1. "Showing Out" (The Mortgage mix)
2. "System" (House mix) 9:00

12" remix (SUPE TZ 107)
1. "Showing Out" (The Freehold mix)
2. "System" (House mix) 9:00

## Hivatalos verziók
- Album version 5:12
- 7" version 3:33
- Extended mix 7:15
- Extended mix edit 4:51
- The Mortgage mix 6:30
- The Freehold mix 4:36 — Mortgage mix edit
- Italo House remix 6:07 — by Alan Coulthard 1990
- Italo House remix edit 3:25 — by Alan Coulthard 1990
- "Struttin' Out" 7:16 — mely tartalmazza a Frantique's "Strut Your Funky Stuff" című dal hangmintáit, melyet Ben Liebrand mixelt, és a Disco Mix Club remix service címen jelent meg. 1987

## Slágerlista
| Slágerlista (1986/87)                          | Legjobb helyezések |
| ---------------------------------------------- | ------------------ |
| Australia (Kent Music Report)                  | 12                 |
| Austria (Ö3 Austria Top 40)                    | 12                 |
| Belgium (Flanders) (Ultratop)                  | 1                  |
| Finland (Suomen virallinen lista)              | 6                  |
| France (SNEP)                                  | 18                 |
| Germany (Media Control Charts)                 | 1                  |
| Italy (FIMI)                                   | 13                 |
| Netherlands (Single Top 100)                   | 1                  |
| New Zealand (Official New Zealand Music Chart) | 8                  |
| Switzerland (Schweizer Hitparade)              | 1                  |
| Brit kislemezlista                             | 3                  |
| US Billboard Hot 100                           | 78                 |
| US Billboard Hot Dance Club Play               | 1                  |
| US Billboard Hot R&B/Hip-Hop Singles & Tracks  | 23                 |

| Év végi slágerlistás helyezések (1986) | Helyezés   |
| -------------------------------------- | ---------- |
| Brit kislemezlista                     | 35         |
| Év végi összesítések (1987)            | Helyezések |
| Australia (Kent Music Report)          | 42         |
| Netherlands (Single Top 100)           | 11         |
| Switzerland (Schweizer Hitparade)      | 11         |